# Тур Пекіна
Тур Пекіна — багатоденна шосейна велогонка дорогами китайської столиці.

## Історія
Олімпіада в Пекіні дала поштовх розвиткові в Китаї непрофільних для цієї країни видів спорту. Водночас організатори UCI ProTour взяли курс на розширення географії змагань: в останні роки організовано австралійську багатоденку Тур Даун Андер і канадські класики Гран-прі Квебека і Гран-прі Монреаля. В листопаді 2010 року підписано контракт між Міжнародним союзом велосипедистів і Спортивним комітетом Пекіна, за яким у 2011-2014 роках в Китаї проходила нова багатоденна велогонка Тур Пекіна. Дебютна гонка відбулася на фініші Світового туру UCI 2011, 5-9 жовтня 2011 року. У березні 2011 року асоціація велокоманд AIGCP пригрозила бойкотуванням Туру Пекіна, якщо UCI введе заборону на радіозв'язок у гонках. Влітку стало відомо, що UCI продовжує дозвіл на радіозв'язок щонайменше на 2012 рік, і команди приїдуть на гонку. У вересні 2014 року Міжнародний союз велосипедистів UCI оголосив, що 2014 року Тур Пекіна буде останнім.
Дебютна гонка складалася з п'яти етапів, перший з яких був гонкою з роздільним стартом. Інші етапи завершилися груповими спринтами, тому 9 з 10 найкращих гонщиків розділки залишилися в першій десятці підсумкового заліку. Перемогу здобув новоспечений чемпіон світу в гонці з роздільним стартом Тоні Мартін, він виходив на старт у червоній майці лідера. Інші заліки та майки копіювали Тур де Франс: зелена у найкращого спринтера, біла в червоний горох у спеціаліста з підйомів і біла у найкращого молодого гонщика.

## Переможці
| Рік  | Гонщик                | Команда            |
| ---- | --------------------- | ------------------ |
| 2011 | Тоні Мартін (GER)     | Team HTC-High Road |
| 2012 | Тоні Мартін (GER)     | Quick-Step Floors  |
| 2013 | Беньят Інчаусті (ESP) | Movistar Team      |
| 2014 | Філіпп Жильбер (BEL)  | BMC Racing Team    |